# Agrypnus gilberti
Agrypnus gilberti  (лат.) — вид жуков из семейства щелкуны (Elateridae). Эндемик Мадагаскара. Длина очень широкого сплющенного тела от 10,8 до 12,3 мм, ширина от 5,8 до 6,5 мм. Дорзальная поверхность покрыта беловато-бронзовыми чешуйками. Основная окраска тёмно-коричневая и чёрно-коричневая; надкрылья по краям красно-коричневые; усики и ноги жёлто-коричневые. От других видов своего рода отличаются опушением и необычной укороченной и широкой формой тела.
Вид Agrypnus gilberti был впервые описан в 2003 году украинским энтомологом Владимиром Гдальевичем Долиным (1932—2004; Институт зоологии им. И. И. Шмальгаузена НАН Украины, Киев, Украина) и французским колеоптерологом Ц. Жиро (C. Girard, Франция). Видовое название дано в честь малайзийского натуралиста Ракоториозоа Джилберта (Dr. Rakotoarizoa Gilbert, руководитель Отделения Department Faune of the Parc Botanique et Zoologique de Tsimbazaza, Мадагаскар) за помощь в работе. Близок к видам Agrypnus sinuatus Candeze, 1857 и Agrypnus badeni Candeze, 1878.